# Far'un
Far'un, en arabe : فرعون, est un village du gouvernorat de Tulkarem en Palestine, au nord-ouest de la Cisjordanie. Il est situé à 4 kilomètres au sud de Tulkarem, proche de la frontière avec Israël. Selon le recensement du Bureau central palestinien des statistiques, la localité compte une population de 4 131 habitants en 2017.